# Doña Ana County
Das Doña Ana County ist ein County im Bundesstaat New Mexico der Vereinigten Staaten und hat rund 219.561 Einwohner. Der Verwaltungssitz (County Seat) ist Las Cruces, die zweitgrößte Stadt des Bundesstaates.

## Geographie
Das Doña Ana County hat eine Fläche von 9.888 Quadratkilometern; davon sind 19 Quadratkilometer (0,2 Prozent) Wasserflächen. Das County grenzt an folgende Countys: Luna County, Sierra County, Otero County, El Paso County (Texas) und an den Mexikanischen Bundesstaat Chihuahua.
Das County wird vom Office of Management and Budget zu statistischen Zwecken als Las Cruces, NM Metropolitan Statistical Area geführt.

## Geschichte
Im County liegt ein National Monument, das White Sands National Monument. Zwei Orte haben den Status einer National Historic Landmark, die Mesilla Plaza und die White Sands V-2 Launching Site. 35 Bauwerke und Stätten des Countys sind insgesamt im National Register of Historic Places eingetragen (Stand 17. Februar 2018).

## Demografische Daten

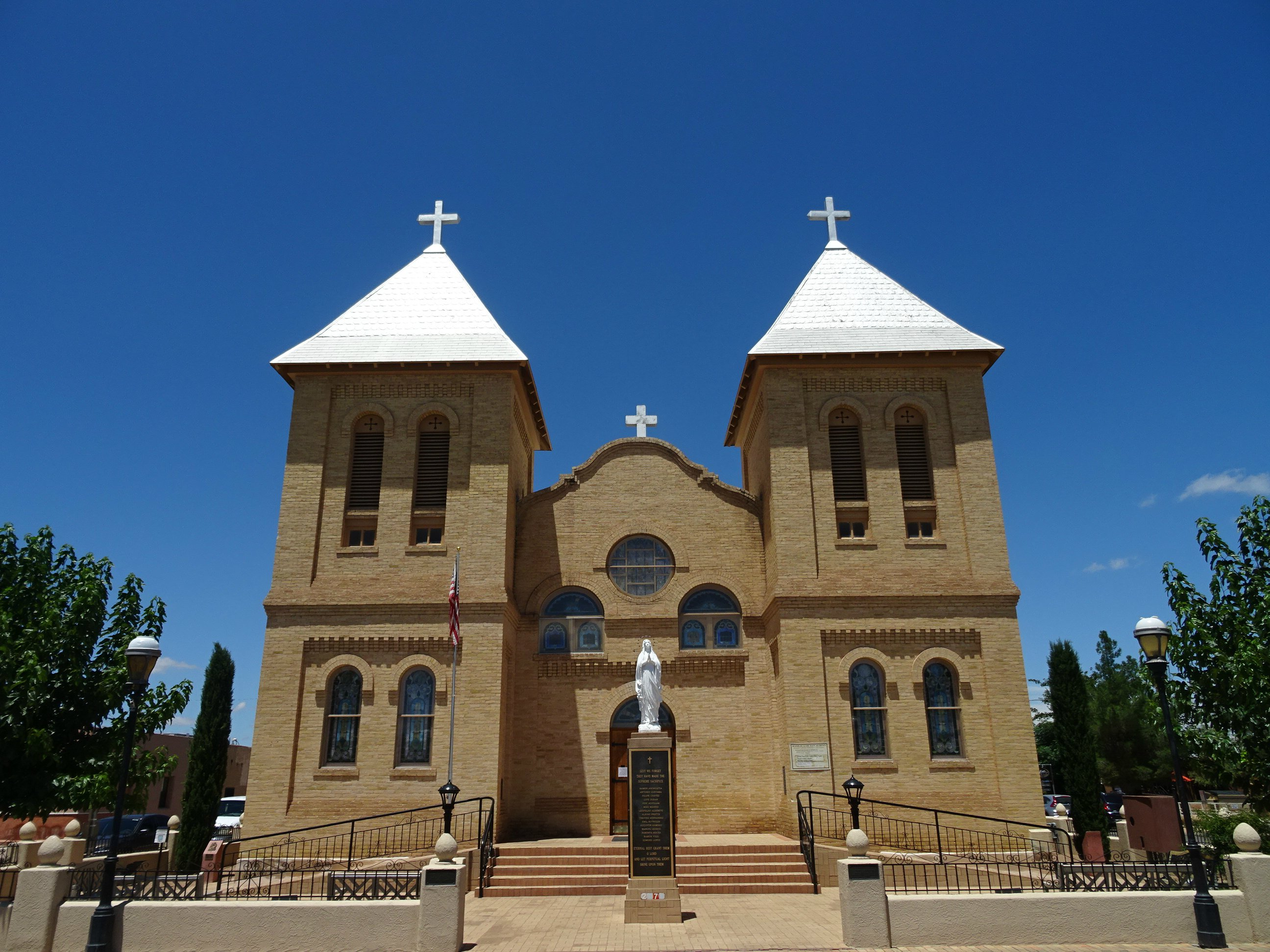
San Albino Basilica an der Mesilla Plaza (2015)

Nach der Volkszählung im Jahr 2000 lebten im County 174.682 Menschen. Es gab 59.556 Haushalte und 42.939 Familien. Die Bevölkerungsdichte betrug 18 Einwohner pro Quadratkilometer. Ethnisch betrachtet setzte sich die Bevölkerung zusammen aus 67,82 % Weißen, 1,56 % Afroamerikanern, 1,48 % amerikanischen Ureinwohnern, 0,76 % Asiaten, 0,07 % Bewohnern aus dem pazifischen Inselraum und 24,74 % aus anderen ethnischen Gruppen; 3,58 % stammten von zwei oder mehr ethnischen Gruppen ab. 63,35 % der Bevölkerung waren spanischer oder lateinamerikanischer Abstammung.
Von den 59.556 Haushalten hatten 38,40 % Kinder und Jugendliche unter 18 Jahre, die bei ihnen lebten. 52,40 % waren verheiratete, zusammenlebende Paare, 14,70 % waren allein erziehende Mütter. 27,90 % waren keine Familien. 21,30 % waren Singlehaushalte und in 6,90 % lebten Menschen im Alter von 65 Jahren oder darüber. Die Durchschnittshaushaltsgröße betrug 2,85 und die durchschnittliche Familiengröße lag bei 3,36 Personen.
Auf das gesamte County bezogen setzte sich die Bevölkerung zusammen aus 29,70 % Einwohnern unter 18 Jahren, 13,30 % zwischen 18 und 24 Jahren, 27,10 % zwischen 25 und 44 Jahren, 19,30 % zwischen 45 und 64 Jahren und 10,60 % waren 65 Jahre alt oder darüber. Das Durchschnittsalter betrug 30 Jahre. Auf 100 weibliche Personen kamen 96,50 männliche Personen, auf 100 Frauen im Alter ab 18 Jahren kamen statistisch 93,50 Männer.

Das jährliche Durchschnittseinkommen eines Haushalts betrug 29.808 USD, das Durchschnittseinkommen der Familien betrug 33.576 USD. Männer hatten ein Durchschnittseinkommen von 27.215 USD, Frauen 20.883 USD. Das Prokopfeinkommen betrug 13.999 USD. 25,40 % der Bevölkerung und 20,20 % der Familien lebten unterhalb der Armutsgrenze. 34,40 % davon waren unter 18 Jahre und 12,70 % waren 65 Jahre oder älter.

## Orte im Doña Ana County
Im Doña Ana County liegen fünf Gemeinden, davon zwei Cities, zwei Towns und eine Village. Zu Statistikzwecken führt das U.S. Census Bureau 22 Census-designated places, die dem County unterstellt sind und keine Selbstverwaltung besitzen. Diese sind wie die Unincorporated Communities gemeindefreies Gebiet.
| Cities - Las Cruces - Sunland Park | Towns - Anthony - Mesilla |

Villages
| - Hatch |

Census-designated places (CDP)
| - Berino - Chamberino - Chaparral 1 - Doña Ana - Fairacres | - Garfield - La Mesa - La Union - Mesquite - Organ | - Placitas - Radium Springs - Rincon - Rodey - Salem | - San Miguel - San Pablo - San Ysidro - Santa Teresa - University Park | - Vado - White Sands |

andere Unincorporated Communities
| - Picacho |

- 1954: Benjamin Alire Sáenz, Schriftsteller